# برومزغروف (دائرة انتخابية في المملكة المتحدة)
برومزغروف (بالإنجليزية: Bromsgrove)‏ هي إحدى الدوائر الانتخابية في المملكة المتحدة الممثلة في مجلس العموم في برلمان المملكة المتحدة.
عضو البرلمان الذي يمثلها حالياً هو :Miss Julie Kirkbride (Con).